# Ф1 (филм)
„Ф1“ (или маркиран като „Ф1: Филмът“) (на английски: F1) е американска спортна драма от 2025 г. на режисьора Джоузеф Косински по сценарий на Ехрен Крюгер, базиран около едноименното автомобилно състезание, създаден от Международната автомобилна федерация. Във филма участват Брад Пит, Деймсън Идрис, Кери Кондън, Тобиас Мензис и Хавиер Бардем.
Премиерата на филма се състои на 16 юни 2025 г. в Радио Сити Мюзик Хол в Ню Йорк Сити, и излиза по кината в Съединените щати на 27 юни.

## Сюжет
Сони Хейс (Брад Пит) е бивш състезател от Формула 1, който се препитава с участия в различни състезания, след като е претърпял личен фалит и два развода. Бившият му съотборник Рубен Сервантес (Хавиер Бардем) му предлага място в неговият отбор от Формула 1 – APXGP. Сони се съгласява и успешно преминава тестовете. В отбора негов съотборник е младия и напорист пилот Джошуа „Ноа“ Пиърс (Деймсън Идрис) като двамата попадат и в конфликт помежду си.

## Актьорски състав
- Брад Пит – Сони Хейс[3][4][5][6]
- Деймсън Идрис – Джошуа „Ноа“ Пиърс[7]
- Кери Кондън – Кейт Маккена[8][9]
- Тобиас Мензис – Банинг[10]
- Ким Бодния – Каспър Молински
- Хавиер Бардем – Рубен Сервантес
- Уил Мерик – Никълби
- Джоузеф Балдерама – Рико Фазио
- Сара Найлс – Бернадет Пиърс, майката на Ноа[11]
- Самсон Кайо – Кешмен, мениджъра на Джошуа
- Лейн Харпър – Прес